# كيدزيرزن كوزله
كيدزيرزن كوزله هي بلدة تقع في محافظة أوبولي جنوب بولندا.